# Jean-Louis Saez
Jean-Louis Saez, né le 14 avril 1967 à Sabadell, en Espagne, est un footballeur et entraîneur de football français. 
Joueur au MHSC et à Arles, il entraîne par la suite Arles, Avignon avant de prendre la tête des féminines du Montpellier HSC de 2013 à 2019. 
Il est actuellement directeur sportif de la section féminine montpelliéraine.

## Biographie
Joueur au MHSC dans les années 1980, Jean-Louis Saez est entraîneur-joueur à l'Athlétic Club arlésien de 1992 à 2005. Par la suite, il s'est occupé des jeunes à Montpellier (U15) et à Nîmes (U19), avant de retrouver Arles-Avignon en équipe réserve, puis en Ligue 1 le temps d'un intérim.
En 2013, il découvre le football féminin en étant nommé à la tête de l'équipe première féminine du MHSC,. L'équipe finit à la 4e place de D1 les deux premières années avant d'obtenir une 3e place puis une 2e place en 2016-2017 synonyme de qualification en Ligue des champions. Il emmène son équipe jusqu'en quarts de finale de la compétition, éliminée par Chelsea.
Après six saisons sur le banc des Montpelliéraines, il prend en 2019 le poste de directeur sportif de la section féminine du MHSC. En avril 2021, alors que l'entraîneur Frédéric Mendy quitte le club, il prend l'intérim en soutien de John Utaka et Baptiste Merle.

## Statistiques
| Saison     | Club                | Championnat | Championnat | Championnat | Championnat | Championnat | Coupe nationale | Coupe nationale | Coupe nationale | Coupe nationale | Coupe d'Europe | Coupe d'Europe | Coupe d'Europe | Coupe d'Europe | Total  | Total | Total | Total | % Victoires |
| Saison     | Club                | Division    | Matchs      | V           | N           | D           | Matchs          | V               | N               | D               | Matchs         | V              | N              | D              | Matchs | V     | N     | D     | % Victoires |
| ---------- | ------------------- | ----------- | ----------- | ----------- | ----------- | ----------- | --------------- | --------------- | --------------- | --------------- | -------------- | -------------- | -------------- | -------------- | ------ | ----- | ----- | ----- | ----------- |
| 2013-2014  | Montpellier HSC (F) | Division 1  | 22          | 15          | 1           | 6           | 4               | 3               | 0               | 1               | -              | -              | -              | -              | 26     | 18    | 1     | 7     | 69,23 %     |
| 2014-2015  | Montpellier HSC (F) | Division 1  | 22          | 13          | 5           | 4           | 6               | 4               | 1               | 1               | -              | -              | -              | -              | 28     | 17    | 6     | 5     | 60,71 %     |
| 2015-2016  | Montpellier HSC (F) | Division 1  | 22          | 15          | 4           | 3           | 6               | 4               | 1               | 1               | -              | -              | -              | -              | 28     | 19    | 5     | 4     | 67,86 %     |
| 2016-2017  | Montpellier HSC (F) | Division 1  | 22          | 18          | 1           | 3           | 4               | 3               | 0               | 1               | -              | -              | -              | -              | 26     | 21    | 1     | 4     | 80,77 %     |
| 2017-2018  | Montpellier HSC (F) | Division 1  | 22          | 17          | 2           | 3           | 5               | 3               | 1               | 1               | 6              | 3              | 0              | 3              | 33     | 23    | 3     | 7     | 69,7 %      |
| 2018-2019  | Montpellier HSC (F) | Division 1  | 22          | 12          | 3           | 7           | 1               | 0               | 0               | 1               | -              | -              | -              | -              | 23     | 12    | 3     | 8     | 52,17 %     |
| Total MHSC | Total MHSC          | Total MHSC  | 132         | 90          | 16          | 26          | 26              | 17              | 3               | 6               | 6              | 3              | 0              | 3              | 164    | 110   | 19    | 35    | 67,07 %     |